# Asrifi Bonsu Attafua
Asrifi Bonsu Attafua (* 1923; † 1997) war ein ghanaischer Diplomat.

## Werdegang
Asrifi Bonsu Attafua war ein Nachfahre des Attafua, King of Kotoku Akyem Kotoku – Kotokuhene Nana Attafua (1867–1927). Er studierte Lehramt am Achimota Teachers Training College (Achimota School). 1942 ließ er sich am University College London immatrikulieren, absolvierte sein Hauptstudium an der Universität Oxford, wurde Bachelor der Zeitgeschichte Neuzeit am University College London und Mitglied des Inner Temple in London.
Attafua übte den Beruf des Lehrers aus und war in den frühen 1950er Jahren mit der Produktion von Literatur für die Alphabetisierung in Ghana befasst, am 13. Januar 1952 war er stellvertretender Direktor des Vernacular Literature Bureau (Mundart Verein). Er arbeitete als Registrar (Sekretär) des College of Technology in Kumasi.
Von 1964 bis 1969 war er stellvertretender Resident Representative des Entwicklungsprogramms der Vereinten Nationen in Nigeria und Ouagadougou. 1969 war er Resident Representative in Kampala Uganda. In Kampala regierte Milton Obote, der mit Julius Nyerere innerhalb des Commonwealth of Nations Waffenlieferungen der britischen Regierung an das Apartheidsregime in Südafrika kritisierte, welche zur Entwicklung der südafrikanischen Atombombe beitrugen.
Am 23. Juli 1970 wurde Asrifi Bonsu Attafua von David Cairns, 5. Earl Cairns in der State Coach (Staatskalesche) zum Buckingham Palace zur Entgegennahme der Akkreditierung als Hochkommissar (Commonwealth) in London durch Elisabeth II. gebracht. Ende Februar 1971 wurde Asrifi Bonsu Attafua zu Konsultationen nach Accra gerufen, nachdem die britische Regierung entschieden hatte, das Waffenembargo gegen Südafrika aufzuheben.
Am 13. Januar 1972 hielt sich Kofi Abrefa Busia zu einer medizinischen Untersuchung in London auf und wohnte im Haus von Asrifi Bonsu Attafua, als ihn Ignatius Kutu Acheampong in Ghana von der Macht putschte. Asrifi Bonsu Attafua wurde vom Regime Ignatius Kutu Acheampong nach Accra bestellt, wo er am 30. Januar 1972 eintraf.